# Sevdaliza

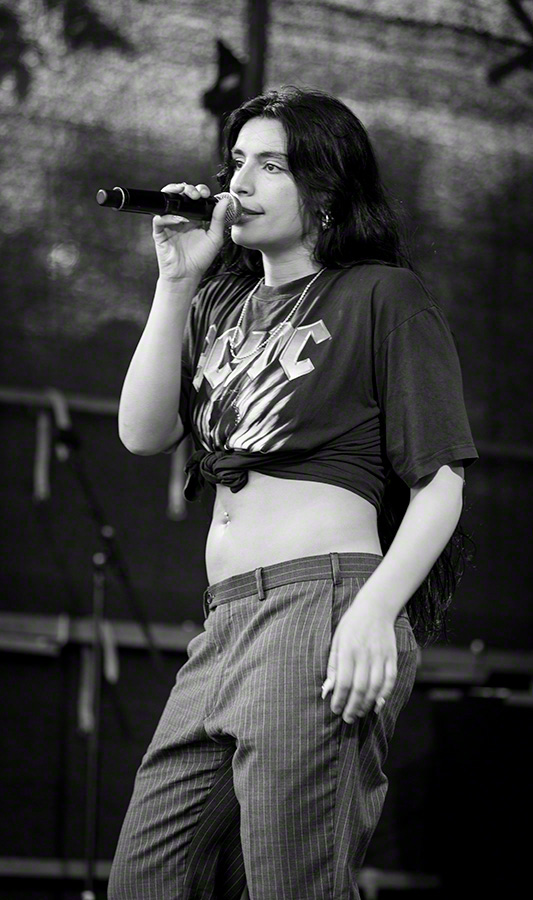
Sevdaliza in Oslo (2016)

Sevda Alizadeh (persisch سِودا علیزاده; * 1. September 1987 in Teheran), besser bekannt als Sevdaliza, ist eine niederländisch-iranische Sängerin, Songwriterin, Tänzerin und Produzentin.

## Leben
Sevda Alizadeh stammt aus einer Künstlerfamilie, mit der sie 1991 von Teheran nach Rotterdam floh. Als Jugendliche strebte sie zunächst eine sportliche Karriere an, erhielt ein Stipendium und spielte Basketball. Dies musste sie verletzungsbedingt aufgeben und studierte Kommunikationswissenschaften.
Mit Mitte Zwanzig begann sie mit Musikproduktion und multimedialen Projekten. Ihr Debütalbum ISON erschien am 26. April 2017, auf welchem sich Einflüsse von Trip-Hop, experimentellem Pop, R&B, elektronischer sowie traditioneller persischer Musik wiederfinden.

## Diskografie

### Alben
| Jahr | Titel Musiklabel          | Höchstplatzierung, Gesamtwochen, AuszeichnungChartplatzierungen (Jahr, Titel, Musiklabel, Platzierungen, Wochen, Auszeichnungen, Anmerkungen) | Höchstplatzierung, Gesamtwochen, AuszeichnungChartplatzierungen (Jahr, Titel, Musiklabel, Platzierungen, Wochen, Auszeichnungen, Anmerkungen) | Höchstplatzierung, Gesamtwochen, AuszeichnungChartplatzierungen (Jahr, Titel, Musiklabel, Platzierungen, Wochen, Auszeichnungen, Anmerkungen) | Anmerkungen                           |
| Jahr | Titel Musiklabel          | DE | NL | BEF | Anmerkungen                           |
| ---- | ------------------------- | --- | --- | --- | ------------------------------------- |
| 2017 | ISON Twisted Elegance     | — | NL192 (1 Wo.)NL | — | Erstveröffentlichung: 26. April 2017  |
| 2020 | Shabrang Twisted Elegance | DE100 (1 Wo.)DE | NL39 (1 Wo.)NL | BEF166 (1 Wo.)BEF | Erstveröffentlichung: 28. August 2020 |

Weitere Alben
- 2018: The Calling

### EPs
- 2015: The Suspended Kid (Twisted Elegance)[5]
- 2015: Children of Silk (Twisted Elegance)[6]
- 2022: Raving Dahlia (Twisted Elegance)[7]

### Singles
| Jahr | Titel Album | Höchstplatzierung, Gesamtwochen, AuszeichnungChartplatzierungen (Jahr, Titel, Album, Platzierungen, Wochen, Auszeichnungen, Anmerkungen) | Höchstplatzierung, Gesamtwochen, AuszeichnungChartplatzierungen (Jahr, Titel, Album, Platzierungen, Wochen, Auszeichnungen, Anmerkungen) | Höchstplatzierung, Gesamtwochen, AuszeichnungChartplatzierungen (Jahr, Titel, Album, Platzierungen, Wochen, Auszeichnungen, Anmerkungen) | Höchstplatzierung, Gesamtwochen, AuszeichnungChartplatzierungen (Jahr, Titel, Album, Platzierungen, Wochen, Auszeichnungen, Anmerkungen) | Höchstplatzierung, Gesamtwochen, AuszeichnungChartplatzierungen (Jahr, Titel, Album, Platzierungen, Wochen, Auszeichnungen, Anmerkungen) | Anmerkungen                                                      |
| Jahr | Titel Album | DE | AT | CH | UK | US | Anmerkungen                                                      |
| ---- | ----------- | --- | --- | --- | --- | --- | ---------------------------------------------------------------- |
| 2024 | Alibi –     | DE20 (17 Wo.)DE | AT14 (11 Wo.)AT | CH3 (24 Wo.)CH | UK58 (8 Wo.)UK | US95 Gold · (4 Wo.)US | Erstveröffentlichung: 28. Juni 2024 feat. Pabllo Vittar & Yseult |

Weitere Singles
- 2016: Time
- 2016: Human
- 2017: Bebin
- 2017: Mad Woman
- 2018: Humana
- 2019: Martyr
- 2020: Oh My God
- 2020: Rhode
- 2021: The Great Hope Design
- 2022: High Alone
- 2022: Woman Life Freedom
- 2023: Ride or Die (mit Villano Antillano)
- 2023: Nothing Lasts Forever (mit Grimes)
- 2023: Who Are You Running From
- 2024: Good Torture (mit Elyanna)
- 2024: Ride or Die, Pt. 2 (mit Villano Antillano, Tokischa)

## Musikvideos
| Jahr | Titel                 | Regie                                  |
| ---- | --------------------- | -------------------------------------- |
| 2014 | Clear Air             | Gino Gervaes                           |
| 2014 | Sirens of the Caspian | Atlynn Vrolijk                         |
| 2014 | Backseat Love         | Lisette Donkersloot und Atlynn Vrolijk |
| 2015 | That Other Girl       | Pussykrew                              |
| 2015 | The Valley            | Zahra Reijs                            |
| 2016 | Marilyn Monroe        | Hirad Sab                              |
| 2016 | Human                 | Emmanuel Adjei                         |
| 2017 | Amandine Insensible   | Piet Langeveld                         |
| 2017 | Bluecid               | Sevdaliza und Zahra Reijs              |
| 2017 | Hear My Pain Heal     | Ian Pons Jewell                        |
| 2018 | Shahmaran             | Emmanuel Adjei                         |

## Auszeichnungen für Musikverkäufe
| Goldene Schallplatte - Belgien - 2024: für die Single Alibi - Griechenland - 2025: für die Single Ride or Die, Pt. 2 - Italien - 2024: für die Single Alibi - Spanien - 2024: für die Single Ride or Die, Pt. 2 - 2024: für die Single Alibi | Platin-Schallplatte - Griechenland - 2024: für die Single Alibi Diamantene Schallplatte - Frankreich - 2024: für die Single Alibi |

Anmerkung: Auszeichnungen in Ländern aus den Charttabellen bzw. Chartboxen sind in ebendiesen zu finden.
| Land/RegionAuszeichnungen für Musikverkäufe (Land/Region, Auszeichnungen, Verkäufe, Quellen) | Gold     | Platin  | Diamant  | Verkäufe | Quellen             |
| -------------------------------------------------------------------------------------------- | -------- | ------- | -------- | -------- | ------------------- |
| Belgien (BRMA)                                                                               | Gold1    | —       | —        | 20.000   | ultratop.be         |
| Frankreich (SNEP)                                                                            | —        | —       | Diamant1 | 333.333  | snepmusique.com     |
| Griechenland (IFPI)                                                                          | Gold1    | Platin1 | —        | 30.000   | Einzelnachweise     |
| Italien (FIMI)                                                                               | Gold1    | —       | —        | 50.000   | fimi.it             |
| Spanien (Promusicae)                                                                         | 2× Gold2 | —       | —        | 60.000   | elportaldemusica.es |
| Vereinigte Staaten (RIAA)                                                                    | Gold1    | —       | —        | 500.000  | riaa.com            |
| Insgesamt                                                                                    | 6× Gold6 | Platin1 | Diamant1 |          |                     |